# Profesor Sončnica
Profesor Trifon Sočnica je lik iz serije komičnih stripov Tintin in njegove pustolovščine.
Gre za karikirano ustvarjenega naglušnega znanstvenika, ki je po naravi precej čustven ter sentimentalen.
Nosi črne hlače in zelen suknjič ter klobuk. Nikamor se ne odpravi brez dežnika in aktovke.